# Высокое (Венёвский район)
Высокое — деревня в Венёвском районе Тульской области России.
В рамках административно-территориального устройства относится к Козловскому сельскому округу Венёвского района, в рамках организации местного самоуправления входит в Мордвесское сельское поселение.

## География
Расположена в 66 км к северо-востоку от Тулы и в 30 км к северу от райцентра, города Венёв.

## История
В 1961 году указом Президиума Верховного Совета РСФСР деревня Голышовка переименована в Высокое.

## Население
| 2010 |
| ---- |
| 0    |